# ساندي غريفيثز
ساندي غريفيثز (بالإنجليزية: Sandi Griffiths)‏ هي مغنية أمريكية، ولدت في 1 أغسطس 1946.

## روابط خارجية
- ساندي غريفيثز على موقع IMDb (الإنجليزية)